# Curral de Cima
Curral de Cima é um município brasileiro do estado da Paraíba, localizado na Região Geográfica Imediata de Mamanguape-Rio Tinto. De acordo com o IBGE (Instituto Brasileiro de Geografia e Estatística), a população estimada em 2019 foi de 5.227 habitantes. Área territorial de 85,096 km².
Os municípios limítrofes são Pedro Régis e Jacaraú (norte), Lagoa de Dentro e Araçagi (oeste), Mamanguape (leste) e Itapororoca (sul).

### Produção agrícola
| Lavoura          | Quantidade produzida (ton.) | Valor da produção (R$ mil) | Área plantada (ha.) | Área colhida (ha.) | Rendimento médio (kg/ha.) |
| ---------------- | --------------------------- | -------------------------- | ------------------- | ------------------ | ------------------------- |
| Abacaxi          | 12.630 (frutos)             | 5.052                      | 421                 | 421                | 30.000 (frutos/ha.)       |
| Banana           | 342                         | 51                         | 19                  | 19                 | 18.000                    |
| Batata-doce      | 200                         | 40                         | 25                  | 25                 | 8.000                     |
| Cana-de-açúcar   | 4.000                       | 120                        | 80                  | 80                 | 50.000                    |
| Castanha-de-caju | 3                           | 2                          | 7                   | 7                  | 428                       |
| Coco-da-baía     | 60 (mil frutos)             | 12                         | 30                  | 30                 | 2.000 (frutos/ha.)        |
| Fava (em grão)   | 5                           | 9                          | 10                  | 10                 | 500                       |
| Feijão (em grão) | 14                          | 13                         | 30                  | 30                 | 466                       |
| Laranja          | 56                          | 7                          | 7                   | 7                  | 8.000                     |
| Mamão            | 240                         | 84                         | 6                   | 6                  | 40.000                    |
| Mandioca         | 976                         | 161                        | 122                 | 122                | 8.000                     |
| Manga            | 60                          | 8                          | 3                   | 3                  | 20.000                    |
| Milho (em grão)  | 18                          | 6                          | 30                  | 30                 | 600                       |
| Pimenta-do-reino | 1                           | 4                          | 1                   | 1                  | 1.000                     |
| Urucum (semente) | 10                          | 15                         | 10                  | 10                 | 1.000                     |

### Pecuária
| Rebanho                          | Efetivo (cabeças) |
| -------------------------------- | ----------------- |
| Bovino                           | 3.289             |
| Suíno                            | 29                |
| Equinos                          | 93                |
| Asininos (jumentos)              | 9                 |
| Muares (mulas)                   | 15                |
| Ovinos                           | 150               |
| Galinhas                         | 285               |
| Galos, frangas, frangos e pintos | 4.772             |
| Caprinos                         | 110               |
| Vacas ordenhadas                 | 384               |

| Gênero          | Produção         |
| --------------- | ---------------- |
| Leite de vaca   | 207 (mil litros) |
| Ovos de galinha | 1 (mil dúzias)   |

## Dados estatísticos

### Educação
| Ensino      | Alunos matriculados | Professores |
| ----------- | ------------------- | ----------- |
| Fundamental | 1.762               | 70          |

- Analfabetos com mais de quinze anos: 55,27% (IBGE, Censo 2000).

### IDH
| IDH         | 1991  | 2000  |
| ----------- | ----- | ----- |
| Renda       | 0,428 | 0,431 |
| Longevidade | 0,438 | 0,547 |
| Educação    | 0,294 | 0,547 |
| Total       | 0,387 | 0,508 |

### Saneamento urbano
| Serviço          | Domicílios (%) |
| ---------------- | -------------- |
| Água             | 96,1%          |
| Esgoto sanitário | 3,1%           |
| Coleta de lixo   | 72,9%          |

### Saúde
- Não há leitos hospitalares disponíveis (2002, IBGE).
- Mortalidade infantil: 83,2 p/mil (Ministério da Saúde/1998).
- Esperança de vida ao nascer: 57,8 anos (IBGE, Censo 2000).